# Electroputere
Electroputere (Uzinele Electroputere, Craiova) – rumuńskie zakłady produkujące tabor kolejowy, transformatory oraz różnorakie maszyny elektryczne i elektryczną aparaturę. Zostały założone w 1 września 1949 roku; początkowy profil produkcji obejmował wytwarzanie sprzętu elektrycznego pracującego pod wysokim napięciem i przeznaczonego dla sektora energetycznego oraz kolei.
Zakłady Electroputere sprywatyzowano w połowie października 2007 roku. Obecnie przedsiębiorstwo posiada także certyfikaty: ISO 9001:2000, ISO 14001:2004, OH SAS 18001:2007 oraz NUCLEAR i INSEMEX.

## Pojazdy szynowe
Electroputere rozpoczęły działalność od napraw lokomotyw parowych. Do 1960 roku produkowano także tramwaje i lokomotywki elektryczne przeznaczone dla kompanii górniczych. Od 1960 roku zaczęto wytwarzać (na licencji szwajcarskich firm Brown Boveri, SLM oraz Sulzer) 2100-konne lokomotywy spalinowe typu 060DA, eksportowane później do wielu krajów, w tym Polski, Bułgarii i Chin (na PKP lokomotywy te otrzymały znak serii ST43. Łącznie zakłady zbudowały ponad 2400 egzemplarzy tych pojazdów.
Zakłady produkowały także lokomotywy na licencji firmy Alco.
Obecnie Electroputere, oprócz produkcji podzespołów lokomotyw (dla koncernu Adtranz – późniejszego Bombardier Transportation), modernizuje także wagony metra (dla przedsiębiorstwa METROREX), trolejbusy i tramwaje (przykładowo pojazdy typu V3A z Bukaresztu).
Od nazwy zakładów pochodzi nazwa jednej z pętli tramwajowych w mieście Krajowa (siedzibie firmy) – „Pod Electroputere” lub „Electro”